# Callispa bigrimembris
Callispa bigrimembris es un coleóptero de la familia Chrysomelidae.
Fue descrita científicamente por primera vez en 1964 por Chen & Yu.